# ヒメプラ
株式会社ヒメプラは、1955年創業の兵庫県姫路市に本社を置く、家庭用品事業・産業資材事業・NET販売事業等からなる総合商社であり、埼玉県・兵庫県・岡山県・福岡県に営業拠点・配送センターを設置し、全国の得意先にきめ細かいサービスを提供している。
家庭用品事業部では、家庭用品・インテリア用品等をホームセンター・ドラッグストア・ディスカウントストア・通販事業者等へ販売し、長年の業界経験とITを活用した販売実績分析を行い、「売れる売り場づくり」の提案を実現・強化している。
産業資材事業では、大手コンビニエンス・ストアや外食産業や大手スーパーマーケット等への店舗備品・資材等の販売や、省人力機器・物流機器・包装資材・梱包資材等を各地の工業系・食品系工場等へ販売している。
毎年1月と7月に自社展示会を開催し、家庭用品・産業資材事業ともに、主力得意先の商材や自社開発のMISM製品はもとより、変貌する時代のニーズに適応した商材の提案を実施している。
1995年から中国・韓国・台湾・タイ・マレーシア・ベトナム等の協力工場でのMISMブランド製品の自社開発やOEM商品開発に注力しており、家庭用品・産業資材関連の多品種の商品を輸入・販売し、日本のマーケットに適合した品質管理を実現しながら、「製造卸売業への変革」にチャレンジしている。

## ヒメプラグループ会社概要
- 創立：1955年3月8日
- 資本金：株式会社ヒメプラ 5,940万円、MISM JAPAN株式会社 500万円
- 年商：103億円（2021年2月期）
- 事業内容：家庭日用品・産業資材・店舗資材などの販売商社

- 本社：〒670-0947 兵庫県姫路市北条448-8
- 従業員数： 195名（正社員101名）
- 代表取締役会長 村角伸一
- 代表取締役社長 村角  昇

- 社是　「誠」
- 経営理念　「働く喜びを享受し合える会社づくり」

＜行動規範＞
１．顧客の重視
```
私たちは、常にお客様を第一に考え、絶えず能力向上に努め、顧客のニーズや期待に応え、安心・安全で質の高い商品やサービスを提供し、顧客満足度と信頼の向上を目指します。
```

２．コンプライアンス
```
私たちは、法令・社内諸規定を遵守し、社内外に適正な情報開示をし、反社会的勢力に与(くみ)せず、過剰な接待等を受けず・行わず、良識を持って公正な企業活動の実践に努めます。
```

３．人権の尊重
```
私たちはすべての人々の基本的人権を尊重し、性別・宗教・国籍等による差別的扱いを行わず、実績や能力に応じた公平・公正な評価・処遇を行い、安心で働きがいある企業風土の実現を目指します。
```

４．社会への貢献
```
私たちは、地球環境への配慮と国際的な文化・慣習との協調に努め、グローバル・ビジネスを通して、世界平和と地域社会の発展に積極的に貢献し、「よき地球市民」たることを目指します。
```

５．経営層の責務
```
役員及び幹部社員は、最優先で本規範の実践にあたり、規範に反する事態が発生した際には速やかに情報を開示し、自ら率先垂範で原因究明・再発防止・責任の明確化に努めます。
```

## 株式会社ヒメプラ 事業所
- 本社

　〒670-0947 兵庫県姫路市北条448-8
　TEL: 079-222-5651, FAX: 079-222-172
　 管理本部 （取締役管理本部長 田代彩子、社長室長 山口　甲）
　 営業・開発本部 （代表取締役社長 兼 営業本部長 村角 昇、副本部長 坂本忠則、取締役産業資材事業部長 丸山正行）
- 関東支店（執行役員支店長　萬川智士）

　〒337-0004 埼玉県さいたま市見沼区卸町2-6-19
　TEL: 048-687-1911, FAX: 048-687-2200
- 阪神支店（取締役支店長　西川紀昭）

　〒651-1431 兵庫県西宮市山口町阪神流通センター1-33
　TEL: 078-903-0651, FAX: 078-903-0634
- 姫路産業資材営業部（執行役員部長　西村省志）

　〒670-0947　兵庫県姫路市北条448-8　ヒメプラ本社ビル3F
　TEL: 079-285-1851, FAX: 079-281-6810
- 岡山支店（取締役支店長　西川紀昭）

　〒701-0165 岡山県岡山市北区大内田760-2 岡山県総合流通センター内
　TEL: 086-292-5300, FAX: 086-292-5330
- 福岡支店（執行役員支店長　平瀬浩一）

　〒811-2301 福岡県糟屋郡粕屋町上大隈谷蟹623
　TEL: 092-938-7577, FAX: 092-938-7727
- ＮＥＴ事業部（マネージャー　林　稔）

　〒670-0947　兵庫県姫路市北条448-8　ヒメプラ本社ビル3F
　TEL: 079-282-0250, FAX: 079-256-1880

## 家庭用品事業　取り扱い品目
清掃用品 洗濯用品 トイレ用品 浴室用品 収納用品 台所用品 食卓用品 調理用品 介護用品 ヘルス&ビューティー用品 その他家庭用品全般 
デスク チェア ベッド 食器棚 インテリア小物 その他インテリア用品、他

## 産業資材事業　取り扱い品目
- 省人・省力化機器（自動製缶機・封函機、簡易ロボット・インクジェットプリンター・自動梱包機、パレタイザー・自動ストレッチ機等）
- 物流機器（コンテナー・ダンプラケース・パレット・台車・リフター・ラック・自動倉庫・コンベア・他）
- 産業システム機器（梱包機・包装機・洗浄機・封縅機・製函機・パッキングシステム・シーラー・プリンター・スケール・パウチ・シュレッダー・他）
- 設備機材（ポンプ・送風機・クーリングタワー・大型タンク・ダクト・冷水装置・シート・シャッター・ビニールカーテン・クリーンルーム・ホース・他）
- 施設用品・機器（清掃用具・掃除機・オフィス家具・ユニフォーム・手袋・安全靴・安全衛生用具・パレットカバー・テント倉庫・人工芝・標識板・他）
- 包装資材（フィルム・軽量容器・発泡容器・ボトル・シール・ステッカー・保冷剤・紙印刷・手提袋・他）
- 梱包資材（テープ・PPバンド・ロープ・ストレッチフィルム・緩衝材・段ボール・ゴムバンド・接着剤・ホットメルト・他）
- 店舗資材（おしぼり・カウンタークロス・クッションマット・吸油マット・作業用手袋・テープ類等の店舗備品）
- その他 （別注金型成形品・静電気対策品・仕切り板・理化学用品・農業土木資材・食堂厨房用具・給食弁当用品・他）